# Tomba di Oscar Wilde
La tomba di Oscar Wilde si trova nel cimitero di Père-Lachaise, Parigi, Francia. Per realizzare l'opera lo scultore Jacob Epstein ha impiegato dai nove ai dieci mesi, con un plinto di accompagnamento di Charles Holden e un'iscrizione scolpita da Joseph Cribb.

## Commissione
Nel 1908, l'esecutore testamentario di Oscar Wilde, Robert Ross, scelse Jacob Epstein per la commissione della tomba al costo di duemila sterline, somma che era stata donata in modo anonimo per questo scopo. Più tardi, in una pubblicazione di lettere tra Ada Leverson e Ross nel 1930, Letters to the Sphinx, il donatore anonimo si rivelò essere Helen Carew, con l'assistenza finanziaria di Sydney Schiff ovvero il romanziere Stephen Hudson. Questa era solo la seconda commissione di Epstein, la prima fu la scultura per l'edificio della British Medical Association nello Strand. Queste sculture furono severamente criticate per essere troppo sessualmente esplicite per un luogo pubblico. Tuttavia, Epstein ha mantenuto alcuni sostenitori degni di nota all'interno del circolo Wilde come William Rothenstein.

## La tomba
La scelta del monumento di Oscar Wilde creò diverse polemiche. I sostenitori di Wilde avrebbero voluto che il monumento si ispirasse alle opere di Wilde, come "Il giovane Re" dell'opera "La casa dei melograni", invocando l'omoerotismo con figure di giovani greci abbandonati, mentre i detrattori di Wilde credevano che non meritasse alcun monumento. Si possono vedere le influenze delle opere di Wilde negli schizzi originali di Epstein per la tomba, che comprendono due giovani uomini, a testa in giù in un'immagine di dolore su una stele di pietra vuota. Tuttavia, Epstein, rivolgendosi agli schizzi per la tomba, aveva detto che "era insoddisfatto e ha abbandonato il lavoro sebbene quasi completato".
Si immagina che il cambiamento nei piani di progettazione sia dovuto alla nuova attenzione di Epstein sul poema di Wilde "La sfinge". Tuttavia, intorno a questo periodo, Epstein subì diverse influenze artistiche, tra cui quella del collega scultore Eric Gill. I due artisti erano profondamente interessati a ciò che vedevano come la sessualità più primitiva dell'arte indiana e egiziana, in contrasto con l'arte britannica. Pennington si riferisce a questo periodo nel lavoro di Epstein come periodo del "Tempio del Sole" e afferma che, non essendo stato in grado di seguire questo percorso con alcune delle sue opere in Gran Bretagna, Epstein trasferì la sua nuova passione sulla tomba di Wilde.
Il monumento era in origine un blocco da 20 tonnellate di pietra Hopton Wood (calcare) nel Derbyshire, in Inghilterra, svelato alla stampa londinese nel giugno del 1912. Epstein ideò una vasta figura alata, un messaggero che si muoveva rapidamente con le ali verticali, dando la sensazione di volo in avanti; la concezione era puramente simbolica in cui un poeta era come un messaggero, ma molte persone provarono a leggere in esso un ritratto di Oscar Wilde.
Negli schizzi originali le influenze sono state collegate ai lamassu assiri del British Museum. La piccola figura angelica dietro l'orecchio della Sfinge potrebbe essere stata un riferimento deliberato di Epstein al versetto del poema di Wilde La sfinge senza enigma "cantami tutti i tuoi ricordi". Sulla testata ci sono cinque figure, di cui una con un crocifisso, che simboleggia forse il martirio di Oscar Wilde; questo potrebbe essere un tema ricorrente - Epstein potrebbe aver scelto la Sfinge con una figura crocifissa sulla testa in riferimento alla scelta di vita sessuale di Wilde sottilmente velata dal suo cattolicesimo. Nei disegni originali di Epstein c'è una lista di dieci peccati, tuttavia nessuno è chiaramente riconoscibile sul monumento finale, a parte i tagli di capelli a casco egiziani sulle donne.
Sul monumento finito il piccolo angelo dietro l'orecchio è stato rimosso e sostituito da un elaborato copricapo, la figura crocifissa e la sfinge fallica sono state rimosse e al loro posto è stata inserita una personificazione della fama.
Mentre trasportava il monumento al cimitero in Francia dai suoi studi di Cheyne Walk a Londra, Epstein si trovò nei guai con la polizia - avendo rifiutato il suo status di opera d'arte, la dogana francese impose un gravoso dazio d'importazione di 120 sterline sul monumento per il valore della pietra. Una volta pagato il conto (si immagina che Robert Ross avesse preso in prestito i fondi da Ada Leverson) il monumento era coperto da teloni a causa della reazione dei funzionari parigini alla nudità del monumento. Una sera Epstein tornò al cimitero e scoprì che i testicoli sulla statua erano stati coperti da intonaco poiché la dimensione dei testicoli era considerata inusuale. Il monumento era sotto sorveglianza della polizia ed Epstein scoprì che poteva continuare il suo lavoro solo dopo aver corrotto un ufficiale di polizia per farlo allontanare, ma il lavoro procedeva lentamente e il telone era stato sostituito di notte. Alla fine, come compromesso, sotto l'istruzione di Robert Ross, una lapide in bronzo simile alla forma di una farfalla fu posta sui testicoli del monumento e fu svelata all'inizio dell'agosto del 1914 dall'occultista e poeta Aleister Crowley. Epstein era furioso che il suo lavoro fosse stato modificato senza il suo consenso e si rifiutò di partecipare alla presentazione. Qualche settimana dopo Crowley si avvicinò a Epstein in un caffè a Parigi con al collo una farfalla di bronzo e informò Epstein che il suo lavoro era ora in esposizione nel modo che lui desiderava.
Nel 1950 nella tomba vengono riposte le ceneri di Robert Ross, grande amico di Wilde
I testicoli vennero rimossi in un atto di vandalismo nel 1961. Si dice che il direttore del cimitero li usasse come fermacarte. Ora sono dispersi. Nel 2000, Leon Johnso ha installato una protesi d'argento per sostituirli.

L'epitaffio è un verso di "La ballata del carcere di Reading":
(Epitaffio della tomba di Oscar Wilde, tratto da La ballata del carcere di Reading trad.: Ettore Capriolo)
Oggi, il monumento viene visto da migliaia di visitatori ogni anno. Nel tempo nacque una tradizione nella quale i visitatori baciavano la tomba dopo aver applicato un rossetto alla bocca, lasciando così una "stampa" del loro bacio. Nel 2011 è stata eretta una barriera di vetro per rendere il monumento "a prova di bacio".

## Schizzi
Un certo numero di schizzi di Epstein per il lavoro sono sopravvissuti, alcuni in collezioni private e altri in gallerie, tra cui un profilo della vista laterale nella collezione Garman Ryan presso la New Art Gallery Walsall.

### Fonti
- Epstein Haskell, The Sculptor Speaks, London, William Heinemann, 1931.
- Michael Pennington, An Angel for a Martyr – Jacob Epstein's tomb for Oscar Wilde, Whitenights Press, 1987, ISBN 978-0-7049-0113-1.